# Einsatzkommando

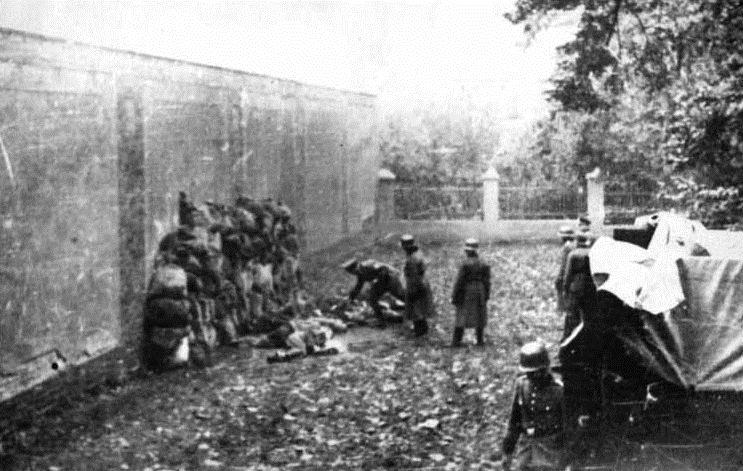
L'Einsatzkommando tedesco uccide i civili polacchi a Leszno, in Polonia, il 21 ottobre 1939.

Le Einsatzkommando, durante la seconda guerra mondiale, erano un sottogruppo delle Einsatzgruppen, squadre della morte mobili (ufficialmente note come unità di operazioni speciali) della Germania nazista. Contavano fino a 3.000 uomini in totale, solitamente erano composte da 500-1.000 funzionari delle SS e della Gestapo, la cui missione era quella di sterminare ebrei, intellettuali polacchi, rom e comunisti nei territori occupati, spesso operando nelle zone più interne rispetto all'avanzata del fronte tedesco. Insieme alle Sonderkommando, furono responsabili dell'uccisione sistematica degli ebrei all'indomani dell'Operazione Barbarossa, la campagna per l'invasione dell'Unione Sovietica. Dopo la guerra diversi comandanti furono processati nel processo alle Einsatzgruppen, quindi condannati e poi giustiziati.

## Organizzazione delleEinsatzgruppen
Le Einsatzgruppen erano gruppi paramilitari nati nel 1939 sotto la direzione di Reinhard Heydrich, capo di Sicherheitsdienst (SD) e Sicherheitspolizei (Polizia di Sicurezza, SiPo), e gestiti dalle Schutzstaffel (SS). Le prime Einsatzgruppen della seconda guerra mondiale si formarono nel corso dell'invasione della Polonia del 1939. Poi, con una direttiva Hitler-Himmler, furono ristrutturate in previsione dell'invasione dell'Unione Sovietica del 1941, dirette di nuovo da Reinhard Heydrich come capo dell'Ufficio principale della sicurezza del Reich (RSHA); dopo il suo assassinio rimasero sotto il controllo del suo successore, Ernst Kaltenbrunner.
SD e SiPo ebbero l'ordine di Hitler di neutralizzare la minaccia della resistenza locale dietro il fronte di combattimento della Wehrmacht. Heydrich incontrò il generale Eduard Wagner in rappresentanza di Wilhelm Keitel, che accettò l'impegno, il comando e la giurisdizione della polizia di sicurezza e dell'unità SD della Wehrmacht al tavolo delle operazioni e delle attrezzature (TOE). Nelle aree occupate le Einsatzgruppen erano subordinate agli eserciti di campo per eseguire i compiti loro assegnati da Heydrich. Durante la guerra, secondo il generale delle SS Erich von dem Bach al processo di Norimberga, lo scopo principale "fu l'annientamento degli ebrei, degli zingari e dei commissari politici sovietici". Erano componente chiave nell'attuazione della soluzione finale nei territori conquistati.
I comandanti militari conoscevano il compito delle Einsatzgruppen; i rapporti tra l'esercito regolare, SiPo e SD erano stretti: i comandanti delle Einsatzgruppen riferirono che la conoscenza da parte dei comandanti della Wehrmacht dell'obiettivo delle Einsatzgruppen aveva reso le operazioni notevolmente più facili.
Per l'operazione Barbarossa del giugno 1941 furono inizialmente creati quattro Einsatzgruppen per comporre una forza complessiva di 3.000 uomini. Ogni unità era assegnata ad una divisione dell'esercito: Einsatzgruppe A al Gruppo d'armate Nord, Einsatzgruppe B al Gruppo d'armate Centro, Einsatzgruppe C al Gruppo d'armate Sud e Einsatzgruppe D all'11ª Armata. Guidati da agenti di SD, Gestapo e polizia criminale (Kripo), le Einsatzgruppen reclutavano componenti della polizia regolare (Orpo), SD e Waffen-SS ed erano potenziate da volontari in uniforme della locale forza di polizia ausiliaria. Quando l'occasione lo richiedeva, i comandanti dell'esercito tedesco rafforzavano le Einsatzgruppen con le truppe dell'esercito regolare che aiutavano a radunare ed uccidere gli ebrei di propria iniziativa.

## I primiEinsatzgruppennella Polonia occupata

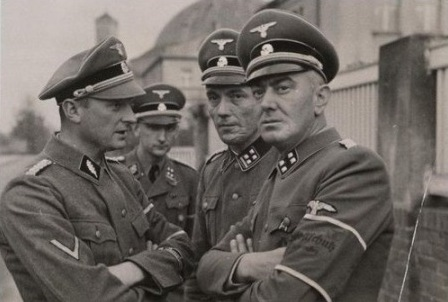
Invasione della Polonia, da sinistra: Ludolf von Alvensleben, Erich Spaarmann e Hans Kölzow, leader di Selbstschutz dalla Valle della Morte di Bydgoszcz.

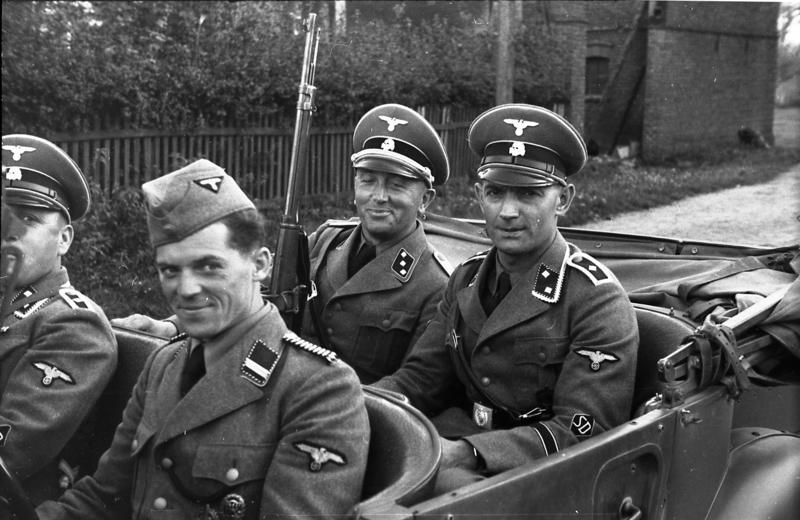
SD Einsatzkommando, Polonia 1939.

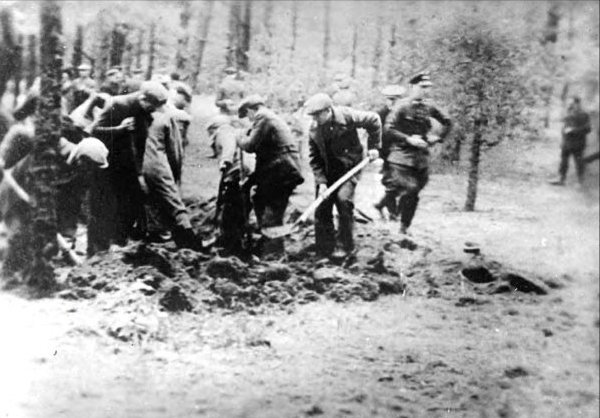
Massacri di Piaśnica: Scavo delle tombe.

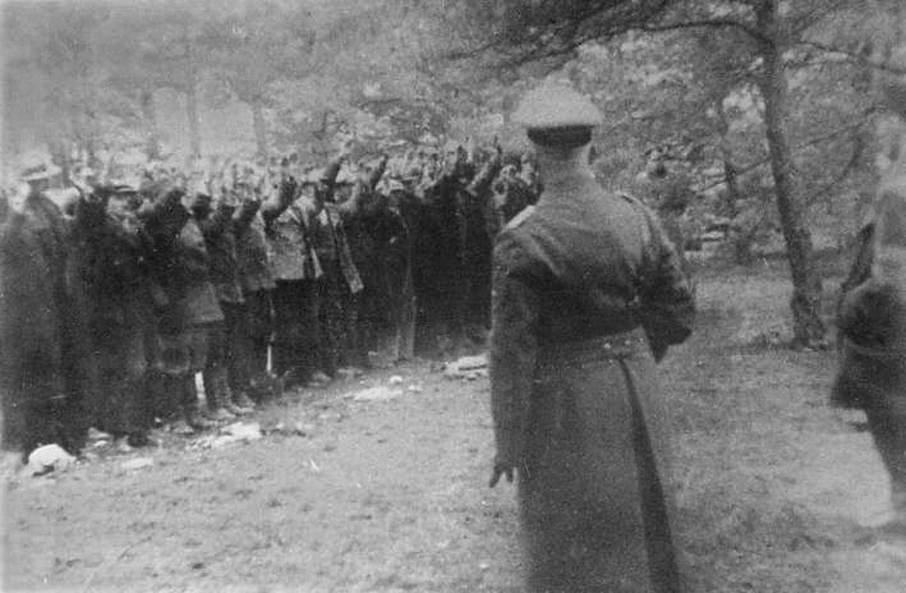
Massacri di Piaśnica: Prima dell'esecuzione controllata da EK-16.

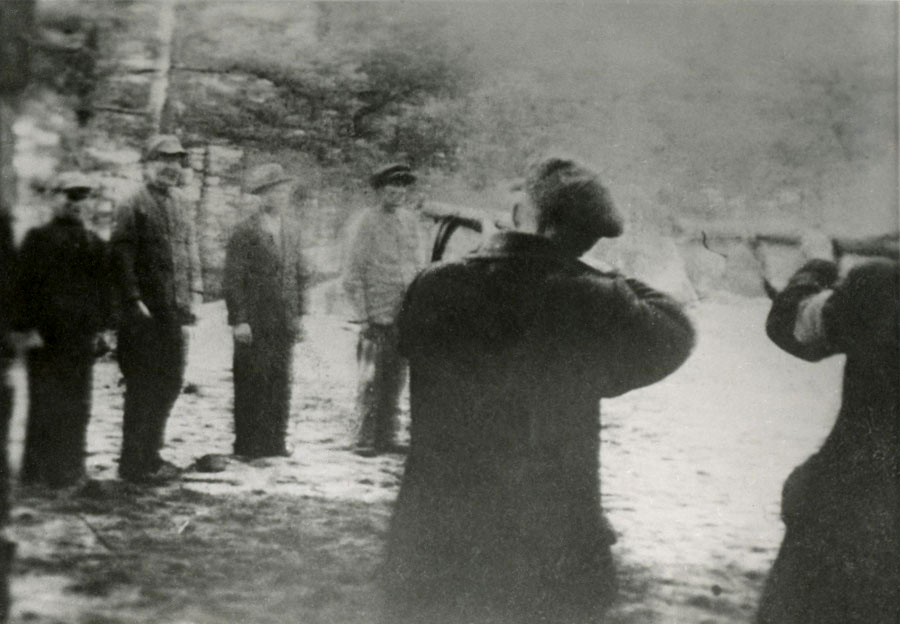
Massacri di Piaśnica: Esecuzioni a Piaśnica.

Le prime otto Einsatzgruppen della seconda guerra mondiale furono formate nel 1939 per l'invasione della Polonia. Erano composte dai funzionari della Gestapo, della Kripo e dell'SD e schierate sia durante l'operazione classificata come Tannenberg (il nome in codice per l'uccisione dei civili polacchi) sia durante l'Intelligenzaktion, che continuò fino alla primavera del 1940, ed in seguito nell'AB-Aktion che terminò alla fine del 1940. Molto prima dell'attacco alla Polonia, con l'aiuto della minoranza tedesca che viveva nella Seconda Repubblica Polacca, i nazisti prepararono un elenco con più di 61.000 nominativi bersaglio, stampato come libro di 192 pagine chiamato Sonderfahndungsbuch Polen e composto solo da nomi e date di nascita. Comprendeva politici, studiosi, attori, intellettuali, medici, avvocati, nobili, preti, ufficiali e numerosi altri. Furono impiegati i mezzi a disposizione degli squadroni paramilitari delle SS aiutati dalla milizia Selbstschutz. Prima della fine del 1939 nei territori annessi vennero uccisi circa 50.000 polacchi ed ebrei, inclusi oltre 1.000 prigionieri di guerra.
I gruppi operativi delle SS ricevettero per la prima volta la numerazione il 4 settembre 1939. Prima di allora, i loro nomi derivavano dai nomi dei luoghi di origine in lingua tedesca.
1. Einsatzgruppe I o EG I–Wien (sotto il comando di SS-Standartenführer Bruno Streckenbach), schierato con la 14ª armata
  1. Einsatzkommando 1/I: SS-Sturmbannführer Ludwig Hahn
  2. Einsatzkommando 2/I: SS-Sturmbannführer Bruno Müller
  3. Einsatzkommando 3/I: SS-Sturmbannführer Alfred Hasselberg
  4. Einsatzkommando 4/I: SS-Sturmbannführer Karl Brunner
2. Einsatzgruppe II o EG II-Oppeln (sotto SS-Obersturmbannführer Emanuel Schäfer),[15] schierato con la 10ª armata
  1. Einsatzkommando 1/II: SS-Obersturmbannführer Otto Sens
  2. Einsatzkommando 2/II: SS-Sturmbannführer Karl-Heinz Rux
3. Einsatzgruppe III o EG III–Breslau (sotto SS-Obersturmbannführer und Regierungsrat Hans Fischer),[15] schierato con l'8ª armata
  1. Einsatzkommando 1/III: SS-Sturmbannführer Wilhelm Scharpwinkel
  2. Einsatzkommando 2/III: SS-Sturmbannführer Fritz Liphardt
4. Einsatzgruppe IV o EG IV-Dramburg (sotto SS-Brigadeführer Lothar Beutel,[15] sostituito da Josef Albert Meisinger nell'ottobre 1939) schierato con la 4ª armata in Pomerania
  1. Einsatzkommando 1/IV: SS-Sturmbannführer und Regierungsrat Helmut Bischoff
  2. Einsatzkommando 2/IV: SS-Sturmbannführer und Regierungsrat Walter Hammer
5. Einsatzgruppe V o EG V–Allenstein (sotto SS-Standartenführer Ernst Damzog),[15] schierato con la 3ª armata
  1. Einsatzkommando 1/V: SS-Sturmbannführer und Regierungsrat Heinz Gräfe
  2. Einsatzkommando 2/V: SS-Sturmbannführer und Regierungsrat Robert Schefe
  3. Einsatzkommando 3/V: SS-Sturmbannführer und Regierungsrat Walter Albath
6. Einsatzgruppe VI (in SS-Oberführer Erich Naumann), schierato nella zona della Grande Polonia
  1. Einsatzkommando 1/VI: SS-Sturmbannführer Franz Sommer
  2. Einsatzkommando 2/VI: SS-Sturmbannführer Gerhard Flesch
7. Einsatzgruppe z. b. V.[16] (sotto SS-Obergruppenführer Udo von Woyrsch e SS-Oberführer Otto Rasch), schierato in Alta Slesia e nella Slesia di Cieszyn
8. Einsatzkommando 16 o EK-16 Danzig (sotto SS-Sturmbannführer Rudolf Tröger)[15], schierato in Pomerania dopo il ritiro di EG-IV e EG-V.[15] Il Commando fu coinvolto nei massacri di Piaśnica conosciuti come "Pommern Katyń" tra l'autunno del 1939 e la primavera del 1940 a Piasnica Wielka. I tiratori civili appartenevano al Volksdeutscher Selbstschutz che aiutava EK-16. Durante quel periodo furono assassinati da 12.000 a 16.000 persone tra polacchi, ebrei, cechi e tedeschi. Da non confondere con Einsatzkommando16 di Einsatzgruppe E schierato in Croazia.

## Einsatzgruppe A

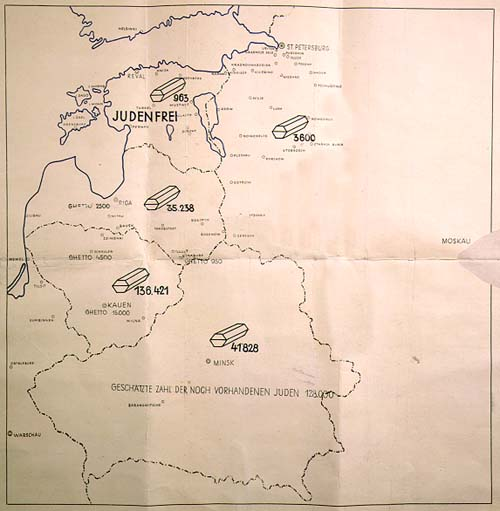
Mappa inclusa nel rapporto di Stahlecker dell'ottobre 1941, che riassume gli omicidi commessi dall'Einsatzgruppe A sotto il suo comando: l'Estonia è "Judenfrei" (963 morti); Lettonia (35.238 morti); Lituania (138.421 morti); Russia (3.800 morti); Bielorussia (41.828 morti).

L'Einsatzgruppe A, aggregata al Gruppo d'armate Nord, fu formata a Gumbinnen nella Prussia orientale il 23 giugno 1941. Stahlecker, il primo comandante, schierò l'unità verso il confine lituano. Il suo gruppo era composto da 340 uomini delle Waffen-SS, 89 della Gestapo, 35 della SD, 133 dell'Orpo e 41 della Kripo. Le truppe sovietiche si ritirarono dalla capitale provvisoria Kaunas il giorno prima, e la città fu conquistata dai lituani durante la rivolta antisovietica. Il 25 giugno l'Einsatzgruppe A entrò a Kaunas con le unità avanzate dell'esercito tedesco.
Comandanti
1. SS-Brigadeführer und Generalmajor der Polizei Franz Walter Stahlecker (22 giugno 1941–23 marzo 1942)
2. SS-Brigadeführer und Generalmajor der Polizei Heinz Jost (29 marzo–2 settembre 1942)
3. SS-Oberführer und Oberst der Polizei Humbert Achamer-Pifrader (10 settembre 1942–4 settembre 1943)
4. SS-Oberführer Friedrich Panzinger (5 settembre 1943–6 maggio 1944)
5. SS-Oberführer und Oberst der Polizei Wilhelm Fuchs (6 maggio–10 ottobre 1944)

Sonderkommando 1a
1. SS-Obersturmbannführer Martin Sandberger (giugno 1941–1943)
2. SS-Obersturmbannführer Bernhard Baatz (1 agosto 1943–15 ottobre 1944)

Sonderkommando 1b
1. SS-Oberführer und Oberst der Polizei Erich Ehrlinger (giugno–novembre 1941)
2. SS-Sturmbannführer Walter Hoffmann (come capitano) – (gennaio–marzo 1942)
3. SS-Obersturmbannführer Eduard Strauch (marzo–agosto 1942)
4. SS-Sturmbannführer Erich Isselhorst (30 giugno–1 ottobre 1943)

Einsatzkommando 1a
1. SS-Obersturmbannführer Martin Sandberger (giugno 1942–1942)
2. SS-Obersturmbannführer Karl Tschierschky (1942)
3. SS-Sturmbannführer  Erich Isselhorst (novembre 1942 – giugno 1943)
4. SS-Obersturmbannführer Bernhard Baatz (giugno–agosto 1943)

Einsatzkommando 1b
1. SS-Sturmbannführer  Hermann Hubig (giugno–ottobre 1942)
2. SS-Sturmbannführer  Manfred Pechau (ottobre–novembre 1942)

Einsatzkommando 1c
1. SS-Sturmbannführer Kurt Graaf (1 agosto-28 novembre 1942)

Einsatzkommando 2
1. SS-Obersturmbannführer Rudolf Batz (giugno–4 novembre 1941)
2. SS-Obersturmbannführer Eduard Strauch (4 novembre–2 dicembre 1941)
3. SS-Sturmbannführer Rudolf Lange (3 dicembre 1941–1944)
4. SS-Sturmbannführer  Manfred Pechau (ottobre 1942)
5. SS-Sturmbannführer Reinhard Breder (26 marzo 1943 – luglio 1943)
6. SS-Obersturmbannführer Oswald Poche (30 luglio 1943–2 marzo 1944)

Einsatzkommando 3

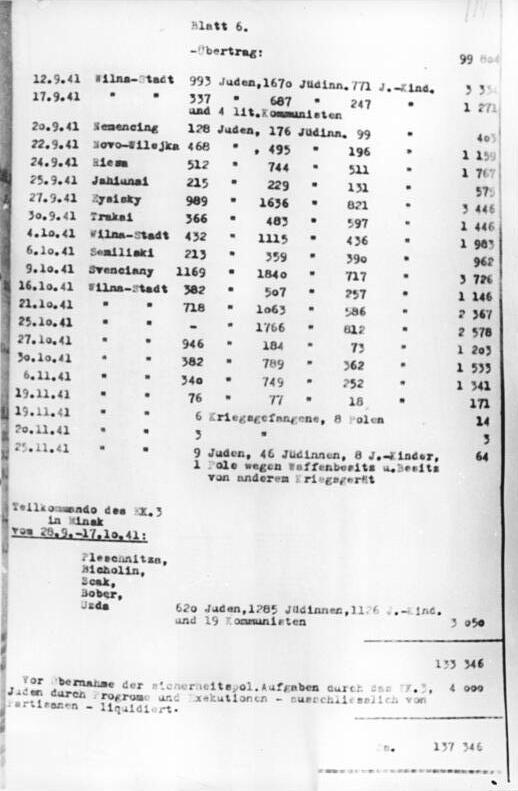
Einsatzkommando 3 foglio di conteggio dal Rapporto Jäger, 1941.

1. SS-Standartenführer Karl Jäger (giugno 1941–1 agosto 1943)
2. SS-Oberführer und Oberst der Polizei Wilhelm Fuchs (15 settembre 1943–27 maggio 1944)
3. SS-Sturmbannführer Hans-Joachim Böhme (11 maggio–luglio 1944)

### Rapporto Jäger
Il Rapporto Jäger è la cronaca pervenuta più precisa delle attività di una Einsatzkommando. È un conteggio delle azioni dell'Einsatzkommando 3, un parziale delle uccisioni di 136.421 ebrei (46.403 uomini, 55.556 donne, 34.464 bambini), 1.064 comunisti, 653 persone con disabilità mentali e altri 134 dal 2 luglio al 1 dicembre 1941. Un secondo grande colpo si verificò nel 1942, prima che le uccisioni nei campi di sterminio sostituissero le esecuzioni a cielo aperto. L'Einsatzkommando 3 operava nel distretto di Kaunas, a ovest di Vilnius.

## Einsatzgruppe B
Il comando operativo dell'Einsatzgruppe B, collegata al Gruppo d'armata Centro, fu istituito sotto la direzione di Arthur Nebe pochi giorni dopo l'attacco tedesco all'Unione Sovietica nell'Operazione Barbarossa. L'Einsatzgruppe B partì dalla città occupata di Poznań il 24 giugno 1941, con 655 uomini della polizia di sicurezza, Gestapo, Kripo, SD, Waffen-SS e la 2-a compagnia del Battaglione di riservisti della polizia 9. Il 30 giugno 1941 Himmler visitò il neonato distretto Bezirk Bialystok e dichiarò che erano necessarie più forze nell'area, a rischio di una guerra partigiana. L'inseguimento dell'Armata Rossa, in rapida ritirata, aveva lasciato un vuoto di sicurezza che richiedeva il dispiegamento urgente di personale aggiuntivo.
In preparazione della "nuova minaccia", il quartier generale della Gestapo a Ciechanów formò un'unità meno conosciuta, Kommando SS Zichenau-Schroettersburg, che partì dalla sottostazione Schröttersburg (Płock) sotto il comando dell'SS-Obersturmführer Hermann Schaper, con la missione di uccidere ebrei, comunisti e collaboratori dell'NKVD nei villaggi e nelle città locali del Bezirk. Il 3 luglio dal Governatorato Generale giunse a Białystok un'ulteriore formazione di Schutzpolizei, guidata dall'SS-Hauptsturmführer Wolfgang Birkner, veterano dell'Einsatzgruppe IV della Campagna polacca del 1939.
L'unità di soccorso, chiamata Kommando Bialystok, fu inviata dall'SS-Obersturmbannfuhrer Eberhard Schöngarth su ordine dell'Ufficio principale della sicurezza del Reich (RSHA), in seguito dei rapporti che riferivano attività di guerriglia sovietica nell'area, aiutata presumibilmente dagli ebrei. Il 10 luglio 1941 l'unità di Schaper fu divisa in Einsatzkommando più piccoli in base ai requisiti dell'operazione Barbarossa.
Oltre alle uccisioni di massa, l'Einsatzgruppe B si impegnò in impiccagioni pubbliche utilizzate come tattica terroristica contro la popolazione locale. Un rapporto dell'Einsatzgruppe B, datato 9 ottobre 1941, ne descrive una: a causa della sospetta attività partigiana intorno a Demìdov, tutti i maschi del paese di età compresa tra i quindici e i cinquantacinque anni furono imprigionati in un campo per un controllo, che identificò diciassette "partigiani" e "comunisti". Successivamente 400 residenti furono riuniti per assistere all'impiccagione di cinque di loro; il resto fu fucilato.
Il 14 novembre 1941 Nebe riferì a Berlino che fino ad allora erano state eliminate 45.000 persone. Un ulteriore rapporto, datato 15 dicembre 1942, stabilì che l'Einsatzgruppe B aveva eliminato 134.298 persone. Dopo il 1943 le uccisioni di massa dell'Einsatzgruppe B diminuirono e l'unità fu sciolta nell'agosto 1944.
Verso il 5 luglio 1941 Nebe consolidò l'Einsatzgruppe B vicino a Minsk, dove stabilì un quartier generale e rimase per circa due mesi. Il Gruppenführer decise che il Sonderkommando 7a, il Sonderkommando 7b e il Vorkommando Moskau avrebbero seguito il Gruppo d'armata Centro, mentre gli Einsatzkommandos 8 e 9 avrebbero ripulito i lati della punta di diamante. In conformità agli ordini, l'Einsatzkommando 8 raggiunse Bialystok il 1 luglio, attraversò Slonim e Baranavičy e iniziò le operazioni sistematiche di uccisioni di massa nell'odierna Bielorussia meridionale.
Il 5 agosto il comando si spostò a Smolensk, dove era concentrato il Vorkommando Moskau. Il 6 agosto l'Einsatzkommando 8 raggiunse Minsk e vi rimase fino al 9 settembre 1941. Da Minsk raggiunse Mahilëŭ, che divenne il suo quartier generale, e da lì effettuò le uccisioni successive a Babrujsk, Homel', Roslavl' e Klincy attaccando sistematicamente le comunità ebraiche locali.
Nel frattempo fu attivato Einsatzkommando 9 che partì da Treuburg, nella Prussia orientale, e raggiunse Vilnius il 2 luglio. Il principale teatro di operazioni di uccisione di massa erano Hrodna e Bielsk-Podlaski. Il 20 luglio trasferì la sua sede a Vicebsk, per poi sterminare i cittadini di Polack, Nevel, Lepel e Suraž. Il comando passò a Vtasma e da lì si rivolsero alle comunità di Gžatsk e Možajsk nelle vicinanze di Mosca. La controffensiva sovietica costrinse l'Einsatzkommando a ritirarsi a Vicebsk il 21 dicembre 1941. Anticipando la caduta di Mosca, il Vorkommando Moskau avanzò verso Malojaroslavec, già preso dalla Wehrmacht il 18 ottobre 1941. In pratica, i Sonderkommandos 7a e 7b operavano dietro l'avanguardia dell'esercito. Le azioni furono rapide, al fine di impedire agli ebrei di sfuggire all'avanzata dell'esercito tedesco. A sud e ad est di Smolensk e Minsk i due Sonderkommando lasciarono una scia di civili morti, da Velikie Luki, Kalinin, Orša, Homel', Černihiv e Orël a Kursk.
Comandanti
1. SS-Gruppenführer und Generalmajor der Polizei Arthur Nebe (giugno-novembre 1941)
2. SS-Brigadeführer und Generalmajor der Polizei Erich Naumann (novembre 1941 – marzo 1943)
3. SS-Standartenführer Horst Böhme (12 marzo-28 agosto 1943)
4. SS-Oberführer und Oberst der Polizei Erich Ehrlinger (28 agosto 1943 – aprile 1944)
5. SS-Oberführer und Oberst der Polizei Heinrich Seetzen (28 aprile–agosto 1944)
6. SS-Standartenführer Horst Böhme (12 agosto 1944)

Sonderkommando 7a
Il Sonderkommando 7a, guidato da Walter Blume, fu aggregato alla 9ª Armata sotto il comando del generale Adolf Strauß. SK 7a entrò a Vilnius il 27 giugno e vi rimase fino al 3 luglio. Presto Vilnius fu nella sfera di comando dell'Einsatzgruppe A, e il Sonderkommando 7a fu trasferito a Kreva vicino a Minsk. Il Sonderkommando era attivo a Vilnius, Nevel, Haradok, Vicebsk, Veliž, Ržev, Vjaz'ma, Kalinin e Klincy. Giustiziò 1344 persone.
1. SS-Standartenführer Walter Blume (giugno-settembre 1941)
2. SS-Standartenführer Eugen Steimle (settembre-dicembre 1941)
3. SS-Hauptsturmführer Kurt Matschke (dicembre 1941 – febbraio 1942)
4. SS-Obersturmbannführer Albert Rapp (febbraio 1942–28 gennaio 1943)
5. SS-Sturmbannführer Helmut Looss (giugno 1943 – giugno 1944)
6. SS-Sturmbannführer Gerhard Bast (giugno-ottobre/novembre 1944)

Sonderkommando 7b
Il Sonderkommando 7b era attivo nel Brest-Litovsk (per la presenza del Ghetto di Brześć), Kobrin, Pružany, Slonim (per la presenza del Ghetto di Slonim), Baranavičy, Stoŭbcy, Minsk (per la presenza del Ghetto di Minsk), Orša, Klincy, Brjansk, Kursk, Cerigov e Orël. Ha giustiziato 6.788 persone.
1. SS-Sturmbannführer Günther Rausch (giugno 1941 – gennaio/febbraio 1942)
2. SS-Obersturmbannführer Adolf Ott (febbraio 1942 – gennaio 1943)
3. SS-Obersturmbannführer Josef Auinger (luglio 1942 – gennaio 1943)
4. SS-Obersturmbannführer Karl-Georg Rabe (gennaio/febbraio 1943 – ottobre 1944)

Sonderkommando 7c
1. SS-Sturmbannführer Friedrich-Wilhelm Bock (giugno 1942)
2. SS-Hauptsturmführer Ernst Schmücker (giugno 1942 – 1942)
3. SS-Sturmbannführer Wilhelm Blühm (1942 – luglio 1943)
4. SS-Sturmbannführer Hans Eckhardt (luglio–dicembre 1943)

Einsatzkommando 8
L'Einsatzkommando 8 era attivo a Volkoviysk, Baranoviči, Babrujsk, Lahojsk, Mogilëv e Minsk. Ha giustiziato 74.740 persone.
1. SS-Obersturmbannführer Otto Bradfisch (giugno 1941–1º aprile 1942)
2. SS-Sturmbannführer Heinz Richter (1º aprile–settembre 1942)
3. SS-Sturmbannführer Erich Isselhorst (settembre–novembre 1942)
4. SS-Obersturmbannführer Hans-Gerhard Schindhelm (7 novembre 1942 – ottobre 1943)
5. SS-Sturmbannführer Alfred Rendörffer (?)

Einsatzkommando 9
L'Einsatzkommando 9 era attivo in Vilnius (per la presenza del Ghetto di Vilnius), Hrodna (per la presenza del Ghetto di Hrodna), Lida, Bielsk-Podlaski, Nevel', Lepel', Suraž, Vjazma, Gžatsk, Možaisk, Vicebsk (per la presenza del Ghetto di Vicebsk), Smolensk e Varena. Ha giustiziato 41.340 persone.
1. SS-Obersturmbannführer Alfred Filbert (giugno–20 ottobre 1941)
2. SS-Obersturmbannführer Oswald Schäfer (ottobre 1941 – febbraio 1942)
3. SS-Obersturmbannführer Wilhelm Wiebens (febbraio 1942 – gennaio 1943)
4. SS-Obersturmbannführer Friedrich Buchardt (gennaio 1943 – ottobre 1944)
5. SS-Sturmbannführer Werner Kämpf (ottobre 1943 – marzo 1944)

Vorkommando Moskau
Il Vorkommando, in seguito noto anche come Sonderkommando 7c, doveva operare a Mosca, finché non fu chiaro che Mosca non sarebbe caduta; fu incorporato nel Sonderkommando 7b attivo a Smolensk. Ha giustiziato 4.660 persone.
1. SS-Brigadeführer Professor Franz Six (20 giugno–20 agosto 1941)
2. SS-Obersturmbannführer Waldemar Klingelhöfer (agosto–settembre 1941)
3. SS-Obersturmbannführer  Erich Körting (settembre–dicembre 1941)
4. SS-Sturmbannführer Friedrich Buchardt (dicembre 1941 – gennaio 1942)
5. SS-Sturmbannführer Friedrich-Wilhelm Bock (gennaio–giugno 1942)

## Einsatzgruppe C
L'Einzatzgruppe C, nel suo insieme, fu accorpato al Gruppo d'armate Sud, ha giustiziato 118.341 persone.
1. SS-Brigadeführer und Generalmajor der Polizei Otto Rasch (giugno–ottobre 1941)
2. SS-Gruppenführer und Generalleutnant der Polizei Max Thomas (ottobre 1941–29 aprile 1943)
3. SS-Standartenführer Horst Böhme (6 settembre 1943 – marzo 1944)

Einsatzkommando 4a
L'Einsatzkommando 4a era attivo a Leopoli (per la presenza del Ghetto di Leopoli), Luc'k (per il ghetto di Łuck), Rovno (per il ghetto di Rovno), Žytomyr, Perejaslav, Jagotyn, Ivankov, Radomyšl', Lubny, Poltava, Kiev, Kursk, Charkiv, ha giustiziato 59.018 persone.
1. SS-Standartenführer Paul Blobel (giugno 1941–13 gennaio 1942)
2. SS-Obersturmbannführer Erwin Weinmann (13 gennaio–27 luglio 1942)
3. SS-Sturmbannführer Eugen Steimle (agosto 1942–15 gennaio 1943)
4. SS-Sturmbannführer Friedrich Schmidt (gennaio–febbraio 1943)
5. SS-Sturmbannführer Theodor Christensen (marzo–dicembre 1943)

Einsatzkommando 4b
L'Einsatzkommando 4b era attivo a Leopoli, Ternopil0 (per il ghetto di Tarnopol), Kremenčuk, Poltava, Slov"jans0k, Proskurov, Vinnycja, Kramators'k, Horlivka e Rostov. Ha giustiziato 6.329 persone.
1. SS-Obersturmbannführer Günther Herrmann (giugno–ottobre 1941)
2. SS-Obersturmbannführer Fritz Braune (2 ottobre 1941–21 marzo 1942)
3. SS-Obersturmbannführer  Walter Hänsch (marzo–luglio 1942)
4. SS-Obersturmbannführer agosto Meier (luglio–novembre 1942)
5. SS-Sturmbannführer Friedrich Sühr (novembre 1942 – agosto 1943)
6. SS-Sturmbannführer Waldemar Krause (agosto 1943 – gennaio 1944)

Einsatzkommando 5
L'Einsatzkommando 5 era attivo a Leopoli (vedi il ghetto di Leopoli), Brody, Dubno, Berdičev, Skvyra e Kiev. Ha giustiziato più di 150.000 persone.
1. SS-Oberführer Erwin Schulz (giugno–agosto 1941)[24]
2. SS-Sturmbannführer agosto Meier (settembre 1941 – gennaio 1942)

Einsatzkommando 6
L'Einsatzkommando 6 era attivo a Leopoli, Zoločiv, Žytomyr, Proskurov, Vinnycja, Dnipropetrovs'k, Kryvyj Rih, Stalino e Rostov. Ha giustiziato 5.577 persone.
1. SS-Standartenführer Erhard Kröger (giugno–novembre 1941)
2. SS-Sturmbannführer Robert Möhr (novembre 1941 – settembre 1942)
3. SS-Obersturmbannführer Ernst Biberstein (settembre 1942 – maggio 1943)
4. SS-Sturmbannführer Friedrich Sühr (agosto–novembre 1943)

## Einsatzgruppe D
L'Einsatzgruppe D, nel suo insieme, fu aggregato all'11ª Armata. È stata fondata nel giugno 1941 e gestito fino a marzo 1943. L'Einsatzgruppe D ha operato nel nord della Transilvania, Cernauti, Kishinev ed in tutta la Crimea. Nel marzo 1943 fu riassegnato a Ovruch come unità antipartigiana chiamata Kampfgruppe Bierkamp, dal nome del suo nuovo comandante Walther Bierkamp. L'Einsatzgruppe D è stata responsabile dell'uccisione di oltre 91.728 persone.
Comandanti
1. SS-Gruppenführer und Generalleutnant der Polizei Otto Ohlendorf (giugno 1941 – luglio 1942)
2. SS-Brigadeführer und Generalmajor der Polizei Walther Bierkamp (luglio 1942 – marzo 1943)

Einsatzkommando 10a
1. SS-Oberführer und Oberst der Polizei Heinrich Seetzen (giugno 1941 – luglio 1942)
2. SS-Sturmbannführer  Kurt Christmann (agosto 1942 – luglio 1943)

Einsatzkommando 10b
1. SS-Obersturmbannführer Alois Persterer (giugno 1941 – dicembre 1942)
2. SS-Sturmbannführer Eduard Jedamzik (dicembre 1942 – febbraio 1943)

Einsatzkommando 11a
1. SS-Obersturmbannführer Paul Zapp (giugno 1941 – luglio 1942)
2. Fritz Mauer (luglio–ottobre 1942)
3. SS-Sturmbannführer  Gerhard Bast (novembre–dicembre 1942)
4. SS-Sturmbannführer Werner Hersmann (dicembre 1942 – maggio 1943)

Einsatzkommando 11b
1. SS-Sturmbannführer Hans Unglaube (giugno–luglio 1941)
2. SS-Obersturmbannführer Bruno Müller (luglio–ottobre 1941)
3. SS-Obersturmbannführer Werner Braune (ottobre 1941 – settembre 1942)
4. SS-Obersturmbannführer Paul Schultz (settembre 1942 – febbraio 1943)

Einsatzkommando 12
1. SS-Obersturmbannführer Gustav Adolf Nosske (giugno 1941 – febbraio 1942)
2. SS-Sturmbannführer  Erich Müller (febbraio–ottobre 1942)
3. SS-Obersturmbannführer Günther Herrmann (ottobre 1942 – marzo 1943)

## Einsatzgruppe E
L'Einsatzgruppe E fu schierato in Croazia, dietro la 12ª Armata, nell'area di Vinkovci, Sarajevo, Banja Luka, Tenin e Zagabria.
Comandanti
1. SS-Obersturmbannführer Ludwig Teichmann (agosto 1941 – aprile 1943)
2. SS-Standartenführer Günther Herrmann (aprile 1943–1944)
3. SS-Oberführer und Oberst der Polizei Wilhelm Fuchs (ottobre–novembre 1944)[26]

Einsatzkommando 10b
1. SS-Obersturmbannführer und Oberregierungsrat Joachim Deumling (marzo 1943 – gennaio 1945)
2. SS-Sturmbannführer Franz Sprinz (gennaio–maggio 1945)

Einsatzkommando 11a
1. SS-Sturmbannführer und Regierungsrat Rudolf Korndörfer (maggio–settembre 1943)
2. SS-Obersturmbannführer Anton Fest (settembre 1943–1945)

Einsatzkommando 15
1. SS-Hauptsturmführer Willi Wolter (giugno 1943 – settembre 1944)

Einsatzkommando 16
1. SS-Obersturmbannführer und Oberregierungsrat Johannes Thümmler (luglio–settembre 1943)
2. SS-Obersturmbannführer Joachim Freitag (settembre 1943 – ottobre 1944)

Einsatzkommando Agram
1. SS-Sturmbannführer und Regierungsrat Rudolf Korndörfer (settembre 1943)

## Einsatzgruppe in Serbia
1. SS-Oberführer und Oberst der Polizei Wilhelm Fuchs (aprile 1941 – gennaio 1942)
2. SS-Oberführer Emanuel Schäfer (gennaio 1942)

## Einsatzkommando a Tunisi
- Einsatzkommando guidato dall'ufficiale delle SS Walter Rauff a Tunisi.

## Einsatzkommando in Finlandia
Ufficialmente Einsatzkommando der Sicherheitspolizei und des SD beim AOK Norwegen, Befehlsstelle Finnland, l'Einsatzkommando Finnland era un'unità paramilitare tedesca attiva nella Finlandia settentrionale e nella Norvegia settentrionale. Operando sotto il Reichssicherheitshauptamt e la polizia di sicurezza finlandese Valpo, l'Einsatzkommando Finnland è rimasta sconosciuta fino al 2008.

## Unità pianificate di Einsatzkommando
- Einsatzkommando-6 – era prevista la creazione nel Regno Unito e guidato dal Franz Six; annullato per riassegnazione ad un'unità speciale da attivare dopo la cattura di Mosca.
- Einsatzkommando Ägypten – progettato per i residenti ebrei in Medio Oriente, compresa la Palestina.

### Approfondimenti
- Trials of War Criminals Before the Nurenberg Military Tribunals Under Control Council Law No. 10, Volume IV, Washington, D.C.: U.S. Government Printing Office. pp. 35–36
- MacLean, French (1999). The Field Men: The SS Officers Who Led the Einsatzkommandos – the Nazi Mobile Killing Units, Atglen, PA: Schiffer Publishing, ISBN 978-0764307546